# Dane County
Das Dane County ist ein seit 1836 bestehendes County im US-amerikanischen Bundesstaat Wisconsin. Im Jahr 2020 hatte das County 561.504 Einwohner und eine Bevölkerungsdichte von 180,4 Einwohnern pro Quadratkilometer.
Der Verwaltungssitz ist Madison. Die größten Städte im Dane County sind Madison, Sun Prairie, Fitchburg, Middleton und Stoughton.
Das Dane County ist das Zentrum der Metropolregion Madison.

## Geografie

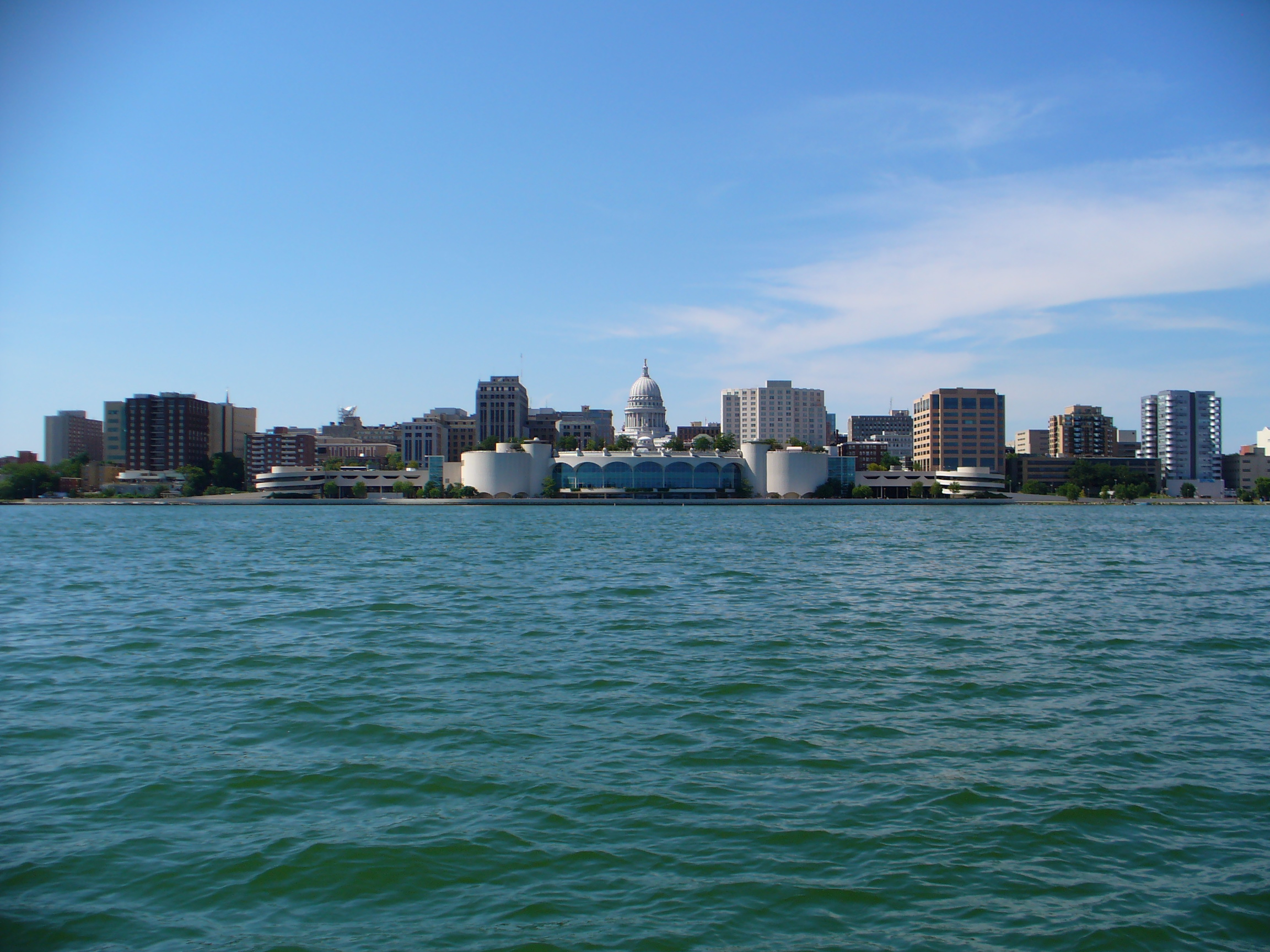
Blick über den Lake Monona auf Madison

Das Dane County liegt im mittleren Süden Wisconsins und erstreckt sich über eine Fläche von 3207 Quadratkilometern, die sich auf 3113 Quadratkilometer Land- und 94 Quadratkilometer Wasserfläche verteilen.
Die größten Seen sind die in und um Wisconsins Hauptstadt Madison gelegenen Lake Mendota (39,8 Quadratkilometer), Lake Monona (13,2 Quadratkilometer), Lake Waubesa (8,4 Quadratkilometer) und Lake Kegonsa (13,0 Quadratkilometer). In dieser Reihenfolge werden die Seen vom Yahara River durchflossen, einem Nebenfluss des im Nachbarstaat Illinois in den Mississippi mündenden Rock River.
Im äußersten Nordwesten wird das Dane County vom Wisconsin River begrenzt, der an der rund 130 km westlich gelegenen Grenze zu Iowa ebenfalls in den Mississippi mündet.
An das Dane County grenzen folgende Nachbarcountys:
| Sauk County  | Columbia County | Dodge County     |
| Iowa County  |                 | Jefferson County |
| Green County |                 | Rock County      |

## Geschichte

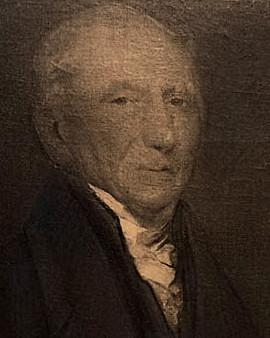
N. Dane

Das Dane County wurde 1836 auf ehemaligem Indianerland gegründet. Benannt wurde es nach Nathan Dane, einem Abgeordneten des Kontinentalkongresses aus Massachusetts. Damit sollte dessen entscheidende Rolle bei der Gesetzgebung im Nordwestterritorium, aus dem später unter anderen der Bundesstaat Wisconsin hervorging, gewürdigt werden.

## Bevölkerung
Nach der Volkszählung im Jahr 2010 lebten im Dane County 488.073 Menschen in 199.767 Haushalten. Die Bevölkerungsdichte betrug 156,8 Einwohner pro Quadratkilometer. In den 199.767 Haushalten lebten statistisch je 2,35 Personen.
Ethnisch betrachtet setzte sich die Bevölkerung zusammen aus 86,6 Prozent Weißen, 5,4 Prozent Afroamerikanern, 0,5 Prozent amerikanischen Ureinwohnern, 5,1 Prozent Asiaten sowie aus anderen ethnischen Gruppen; 2,4 Prozent stammten von zwei oder mehr Ethnien ab. Unabhängig von der ethnischen Zugehörigkeit waren 6,1 Prozent der Bevölkerung spanischer oder lateinamerikanischer Abstammung.
21,3 Prozent der Bevölkerung waren unter 18 Jahre alt, 67,7 Prozent waren zwischen 18 und 64 und 11,0 Prozent waren 65 Jahre oder älter. 50,4 Prozent der Bevölkerung war weiblich.

Das jährliche Durchschnittseinkommen eines Haushalts lag bei 61.913 USD. Das Pro-Kopf-Einkommen betrug 33.118 USD. 12,0 Prozent der Einwohner lebten unterhalb der Armutsgrenze.
Eine kleine deutschsprachige Minderheit spricht einen dem Kölschen ähnlichen Dialekt.

## Ortschaften im Dane County
Citys
| - Edgerton1 - Fitchburg - Madison - Middleton | - Monona - Stoughton - Sun Prairie - Verona |

Villages
| - Belleville2 - Black Earth - Blue Mounds - Brooklyn2 - Cambridge3 | - Cottage Grove - Cross Plains - Dane - Deerfield - DeForest | - Maple Bluff - Marshall - Mazomanie - McFarland - Mount Horeb | - Oregon - Rockdale - Shorewood Hills - Waunakee |

Census-designated place (CDP)
- Windsor

Andere Unincorporated Communities
| - Albion - Aldens Corners - Ashton Corners - Ashton - Bakers Corners - Basco - Daleyville - Deansville - Door Creek - Dunkirk - East Bristol | - Elvers - Five Points - Forward - Hanerville - Highwood - Hillside - Hoffman Corners - Hope - Indian Heights - Kegonsa - Kingsley Corners | - Klevenville - Lake Windsor - London3 - Lutheran Hill - Martinsville - Marxville - Middleton Junction - Montrose - Morrisonville - Mount Vernon - Nora | - North Bristol - Norway Grove - Old Deerfield - Paoli - Pierceville - Pine Bluff - Primrose - Riley - Roxbury - Rutland - Schey Acres | - Springfield Corners - Stone - Token Creek - Utica - Vermont - Vilas - West Middleton - York Center |

1 – überwiegend im Rock County

2 – teilweise im Green County

3 – teilweise im Jefferson County

## Gliederung
Das Dane County ist neben den acht Citys und 19 Villages in 34 Towns eingeteilt:
| Town                   | Einw. (2010) | FIPS     |
| ---------------------- | ------------ | -------- |
| Town of Albion         | 1951         | 55-00875 |
| Town of Berry          | 1127         | 55-07025 |
| Town of Black Earth    | 483          | 55-07825 |
| Town of Blooming Grove | 1815         | 55-08350 |
| Town of Blue Mounds    | 968          | 55-08500 |
| Town of Bristol        | 3765         | 55-09775 |
| Town of Burke          | 3284         | 55-11150 |
| Town of Christiana     | 1235         | 55-14650 |
| Town of Cottage Grove  | 3875         | 55-17200 |
| Town of Cross Plains   | 1507         | 55-17800 |
| Town of Dane           | 990          | 55-18725 |
| Town of Deerfield      | 1585         | 55-19275 |
| Town of Dunkirk        | 1945         | 55-21100 |
| Town of Dunn           | 4931         | 55-21125 |
| Town of Madison        | 6279         | 55-48025 |
| Town of Mazomanie      | 1090         | 55-50250 |
| Town of Medina         | 1376         | 55-50475 |

| Town                     | Einw. (2010) | FIPS     |
| ------------------------ | ------------ | -------- |
| Town of Middleton        | 5877         | 55-51600 |
| Town of Montrose         | 1081         | 55-54100 |
| Town of Oregon           | 3184         | 55-60225 |
| Town of Perry            | 729          | 55-62050 |
| Town of Pleasant Springs | 3154         | 55-63375 |
| Town of Primrose         | 731          | 55-65575 |
| Town of Roxbury          | 1794         | 55-69850 |
| Town of Rutland          | 1966         | 55-70400 |
| Town of Springdale       | 1904         | 55-75850 |
| Town of Springfield      | 2734         | 55-75875 |
| Town of Sun Prairie      | 2326         | 55-78625 |
| Town of Vermont          | 819          | 55-82525 |
| Town of Verona           | 1948         | 55-82625 |
| Town of Vienna           | 1482         | 55-82750 |
| Town of Westport         | 3950         | 55-86125 |
| Town of Windsor          | 6345         | 55-87750 |
| Town of York             | 652          | 55-89450 |

| Roxbury Dane Vienna Windsor Bristol York Medina Sun Prairie Burke West- port Springfield Berry Mazo- manie Black Earth Vermont Cross Plains Cottage Grove Deerfield Christiana Pleasant Springs Dunn Verona Springdale Blue Mounds Perry Primrose Montrose Oregon Rutland Dunkirk Albion 1 2 3 4 5 6 7 8 9 10 11 12 13 14 15 16 17 18 19 20 21 22 23 24 25 26 27 28 29 30 1 – Madison (City) 2 – Madison (Town) 3 – Fitchburg (City) 4 – Dane (Village) 5 – DeForest (Village) 6 – Waunakee (Village) 7 – Windsor (CDP) 8 – Sun Prairie (City) 9 – Marshall (Village) 10 – Mazomanie (Village) 11 – Black Earth (Village) 12 – Cross Plains (Village) 13 – Middleton (Town) 14 – Middleton (City) 15 – Shorewood Hills (Village) 16 – Maple Bluff (Village) 17 – Monona (City) 18 – Blooming Grove (Town) 19 – McFarland (Village) 20 – Cottage Grove (Village) 21 – Deerfield (Village) 22 – Cambridge (Village) 23 – Verona (City) 24 – Mount Horeb (Village) 25 – Blue Mounds (Village) 26 – Belleville (Village) 27 – Oregon (Village) 28 – Brooklyn (Village) 29 – Stoughton (City) 30 – Edgerton (City) |